# Lục lạc sợi
Lục lạc sợi (danh pháp: Crotalaria juncea) là loài thực vật của vùng châu Á nhiệt đới, thuộc họ (Fabaceae).
Lục lạc sợi là nguồn phân xanh, chất xơ và có thể làm nhiên liệu sinh học.

## Hình ảnh

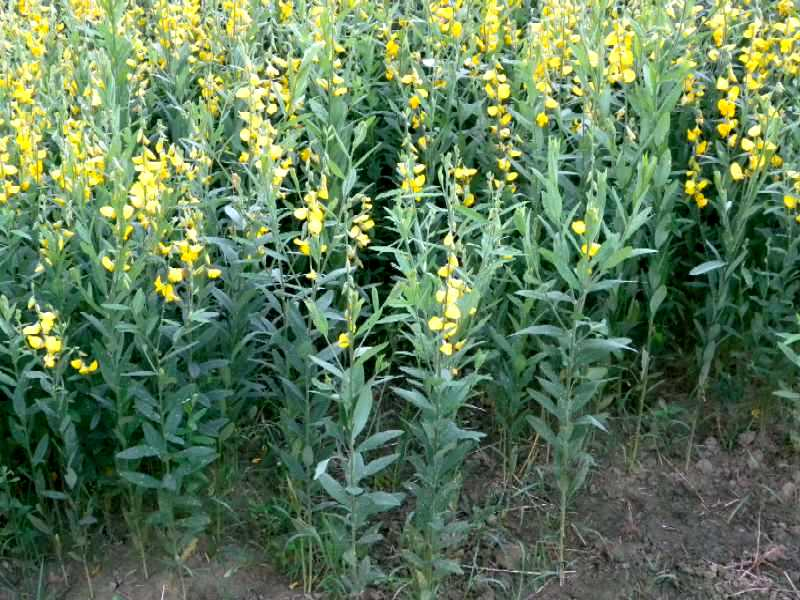
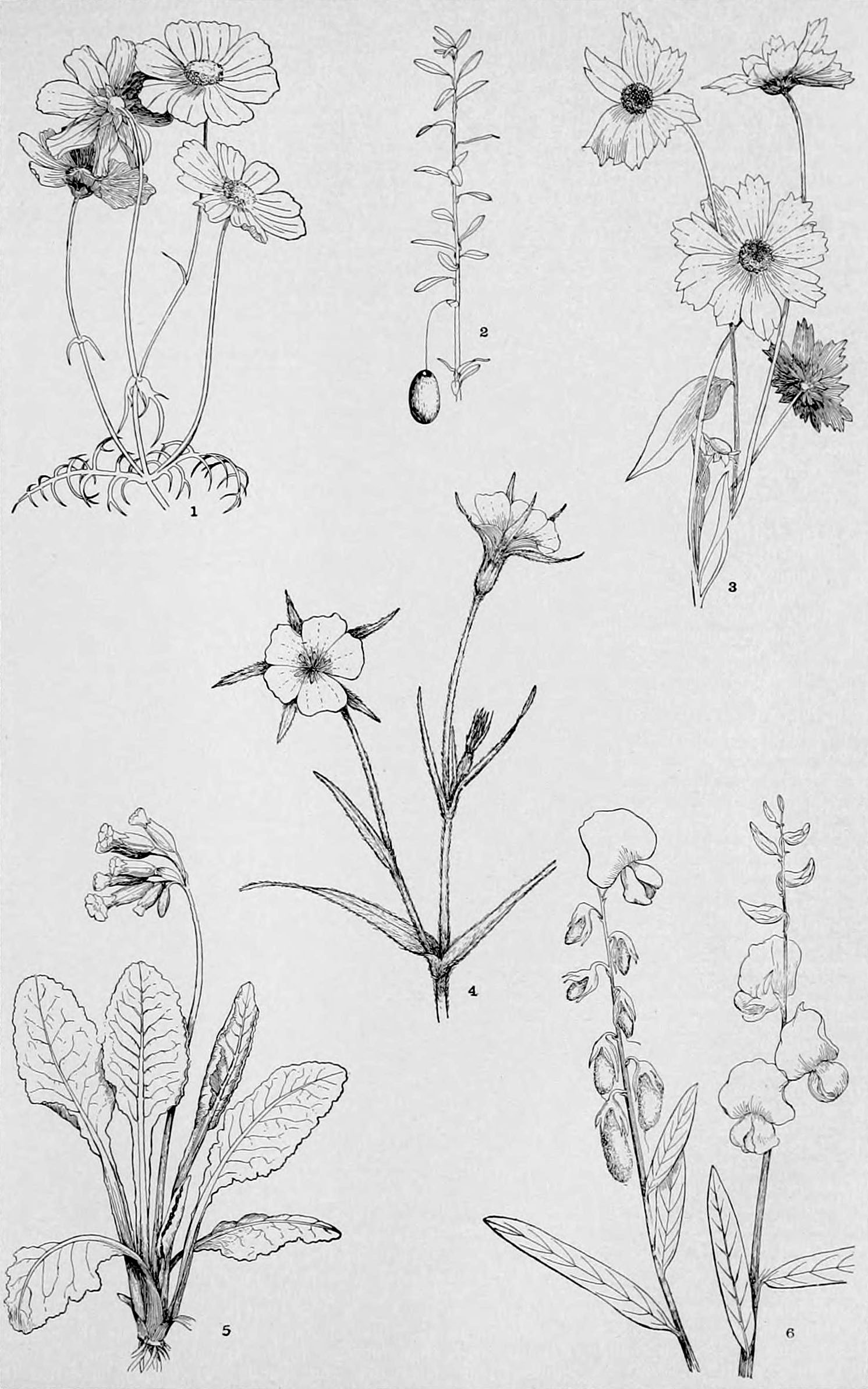